# شنين النوبة (المخادر)

تعديل مصدري - تعديل

شنين النوبة هي إحدى قرى عزلة السحول بمديرية المخادر التابعة لمحافظة إب، بلغ تعداد سكانها 1333 نسمة حسب تعداد اليمن لعام 2004.